# Климовка (Чеховский район)
Климовка — деревня в Чеховском районе Московской области, в составе муниципального образования сельское поселение Стремиловское (до 28 февраля 2005 года входила в состав Стремиловского сельского округа), деревня связана автобусным сообщением с райцентром и соседними населёнными пунктами.

## Население
| 2002 | 2006 | 2010 |
| ---- | ---- | ---- |
| 0    | →0   | ↗1   |

## География
Климовка расположена примерно в 10 км на запад от Чехова, на правом берегу реки Никажель (правый приток Лопасни), высота центра деревни над уровнем моря — 173 м.